# Nyctereutes
Nyctereutes é um gênero de canídeos que contém os cães-guaxinins e várias outras espécies extintas. Se trata de um dos canídeos mais primitivos e sua semelhança com os guaxinins reforça a teoria de que os procionídeos originaram os cães. O cão-guaxinim vive na Eurásia, é onívoro e pode ser considerado um fóssil vivo. Não está ameaçado de extinção.

## Espécies
- †Nyctereutes abdeslami Geerards, 1997
- †Nyctereutes donnezani Depérer, 1890
- †Nyctereutes megamastoides Pomel, 1842
- Nyctereutes procyonoides Gray, 1834
- †Nyctereutes sinesis Schlosser, 1903
- †Nyctereutes tingi Tedford & Qiu, 1991
- †Nyctereutes vinetorum Sunda, 2001